# Тупутупу Ваеа
Тупоутапуки-о-Пулоту Тупутупу Ваеа, Достопочтенная баронесса Ваеа Хоума (в девичестве — Ма’афу-'о-Тукуи' аулахи, тонг. Tupoutapuki-‘o-Pulotu Tuputupu Vaea) — представительница Тонганской аристократии и Королевского дома Тонга. Дочерью Тупутупу Ваеа от ее покойного супруга, бывшего премьер-министра Тонга Барона Ваэа (1921—2009) является королева Тонга, Королева Нанасипауу Тукуахо супруга нынешнего короля Тонга, Тупоу VI.
Баронесса Тупутупу Ваеа старшая дочь Достопочтенного Сиосаиа Лауси’и, 7-го лорда Ма’афу-'о-Тукуи' аулахи, в Ваини и его жены, — ’Анаукихесина Ламипети.
Она также является Леди Веа.
Баронесса и ее покойный муж, Барон Ваеа, имели семь родных детей и одну приемную дочь: Королева Нанасипауу Тукуахо, 'Алипате Ту’ивануавои Ваэа, Эмилия Луолуафету’у Ваеа, Лусеане Луани (Вдовствующая Леди Луани) и Кассандра Ваеа (бывшая светлейшая Туипелехаке). двое сыновей, Моимоикимофута Каифахина Ваеа и Рату Эдвард Ваеа, умерли.